# 海陽醫療技術大學
海陽醫療技術大學，一译海陽科技衛生大學，是位于越南紅河三角洲海防市的一所公立医学类高等院校，由越南卫生部主管。

## 历史沿革
1960年9月5日，越南海陽省行政委員會通过第18/TCCB號決定，同意成立海阳医师学校，以培養醫生、藥劑師、護士、助產士等医卫人员。1978年，改制为第一医科中等学校，并由越南卫生部主管。2001年，升格为第一醫療技術高等专科学校。2007年，越南政府总理阮晋勇签署868/QĐ-TTg号政令，同意将第一醫療技術高等专科学校升格为本科层次的海陽醫療技術大學。

## 學術研究
截至2022年，海陽醫療技術大學设有7个科系，分别为基礎醫學、醫學、公共卫生预防醫學、醫學影像、护理学、职能治疗及医学鉴定科。此外，大學设有负责思想政治教育的政教部、主管公共外语教育的外语部及基本科学、生物遗传部4个部门。大学还设有社會保健培训研究所、临床医学研究所等研究机构，并积极参与海阳省地方医疗事业的发展。

## 对外交流
海陽醫療技術大學积极与日本國際協力機構合作，提高教研水平，并为越南、日本提供合适的医疗护理人员。海陽醫療技術大學亦與臺灣的元培醫事科技大學等院校建立了合作交流關係。